# Robert Runyon
Robert Runyon (28 de julio de 1881 - 9 de marzo de 1968) fue un fotógrafo, botánico y político estadounidense que sirvió como el alcalde de Brownsville, Texas desde 1941 hasta 1943.

## Biografía
Runyon nació en una granja cerca de Catlettsburg (Kentucky). Runyon recibió una educación formal limitada y fue en gran medida autodidacta. Se casó con Nora Young en 1901 y trabajó como vendedor de seguros en Ashland (Kentucky). La muerte de Nora en 1908 le llevó a viajar a Nueva Orleans y Houston en busca de empleo. Las Gulf Coast News y Hotel Company lo contrataron para vender frutas, dulces, bocadillos y cigarrillos a los viajeros del ferrocarril de St. Louis, Brownsville - México a principios de 1909. Varios meses más tarde fue ascendido a gerente de cafetería y tienda de curiosidades de la Gulf Coast en la estación de trenes de Brownsville.

## Fotografía
Runyon abrió un estudio de fotografía comercial en 1910. Inicialmente fotografió la vida urbana de Brownsville y Matamoros, Tamaulipas y el terreno circundante del Valle del Río Grande. En 1913, comenzó a grabar Runyon los acontecimientos de la Revolución Mexicana, a partir de la toma de posesión de la guarnición de Matamoros por el Ejército Constitucionalista al mando del general Lucio Blanco el 3 de junio. Viajó con fuerzas de Blanco a Ciudad Victoria y posteriormente a Monterrey. En 1915, Runyon fue el único profesional para fotografiar dos escaramuzas realizadas por bandidos mexicanos en territorio estadounidense, el Raid Norias Ranch y el descarrilamiento de un tren cerca de Olmito (Texas). Tomó más de 2.000 fotos de Fort Brown, que reflejó el aumento de tropas y la mecanización en la preparación para la Primera Guerra Mundial. Runyon volvió a abordar temas más tradicionales de la región fronteriza, así como retratos y postales, tras el fin de la guerra.

## Comerciante
Cerró el estudio en 1926 y se convirtió en socio de una tienda de curiosidades en Matamoros junto a su cuñado, José Medrano, que compró tres años más tarde. Llevó esta tienda hasta 1938 y también operaba una similar en Brownsville.

## Botánica
A partir de finales de 1920, Runyon se convirtió en un botánico aficionado de éxito, el descubrimiento de varias nuevas especies y la acumulación de un herbario privado masivo. Él escribió Texas Cacti: A Popular and Scientific Account of the Cacti Native of Texas con Ellen D. Schulz Quillin (1930) y Vernacular Names of Plants Indigenous to the Lower Rio Grande Valley , en (1947). Un tercer libro,  An Annotated List of the Flora of the Lower Rio Grande Valley, no fue publicado debido a su muerte. Runyon fue un miembro fundador de la Cactus and Succulent Society of America y se desempeñó como vicepresidente regional en 1942 y su compañero en 1945. Él también participó en la Academia de Ciencias de Texas, la Sociedad Botánica de América, el Torrey Botanical Society, la Sociedad Estadounidense de Taxónomos Vegetales, la International Association for Plant Taxonomy, y el Phi Sigma capítulo en la Universidad de Texas en Austin.

## Política
Runyon hizo activo como político a partir de finales de 1930 y fue nombrado administrador de la ciudad de Brownsville en 1937. El 4 de noviembre de 1941, fue elegido para un mandato de dos años como alcalde de la ciudad. Runyon fue nombrado como ayudante del gobernador de Kentucky, Earle C. Clements. Presidió el Comité Ejecutivo Demócrata del Condado de Cameron 1950-1952. Runyon funcionó sin éxito para la Cámara de Representantes de Texas en 1952. Se desempeñó como miembro y luego presidente de la Junta de Planificación y Zonificación Brownsville entre 1959 y 1961.
Runyon murió a la edad de 86 años, el 9 de marzo de 1968 y fue enterrado en el cementerio Buena Vista.

## Vida personal
Runyon se casó en primeras nupcias con Nora Young el 16 de septiembre de 1901 y tuvo un único hijo con ella, William. Su segunda esposa, Amelia Lenor Medrano, era la hija de una familia respetada de Matamoros. Se casaron el 4 de julio de 1913 y tuvieron cinco hijos en común entre 1914 y 1926:. Lillian, Amali, Virginia, Robert, y Delbert.

## Legado y homónimos
Después de su muerte, el herbario de Runyon fue donado a la Universidad de Texas en Austin, mientras que Texas A & I Universidad recibió su biblioteca botánica. En 1986, el Centro de Historia de Barker Texas en Austin recibió de su familia los archivos de la colección y de negocios fotográficos de Runyon. Las siguientes especies de plantas fueron nombrados en su honor:
| - Allium runyonii Ownbey - Coryphantha macromeris var. runyonii (Britt. & Rose) L.Benson - Cuscuta runyonii Yuncker - Esenbeckia runyonii C.V.Morton - Echeveria runyonii E.Walther | - Helianthus praecox ssp. runyonii (Heiser) Heiser - Justicia runyonii Small - Ruellia nudiflora var. runyonii (Tharp & F.A.Barkley) B.L.Turner - Scutellaria drummondii var. runyonii B.L.Turner |

- La abreviatura «R.Runyon» se emplea para indicar a Robert Runyon como autoridad en la descripción y clasificación científica de los vegetales.[12]